# Синага, Аницет Бонгсу Антоний
Аницет Бонгсу Антоний Синага (индон. Anicetus Bongsu Antonius Sinaga OFMCap, 25 сентября 1941 года, Нагадалок, Индонезия — 7 ноября 2020) — католический прелат, епископ Сиболги с 24 октября 1980 года по 3 января 2004 год, архиепископ Медана с 12 февраля 2009 года, член монашеского ордена капуцинов.

## Биография
13 февраля 1969 года Аницет Бонгсу Антоний Синага был рукоположён в священника в монашеском ордене капуцинов. В 1978 году Святой Престол назначил его префектом апостольской префектуры Сиболги.
24 октября 1980 года Римский папа Иоанн Павел II назначил Аницета Бонгсу Антония Синагу епископом Сиболги. 6 января 1981 года в Риме состоялось рукоположение Аницета Бонгсу Антония Синаги в епископа, которое совершил Римский папа Иоанн Павел II в сослужении с титулярным архиепископом Форум-Клодии Джованни Канестри и епископом Луса Бельхиором Йоакимом да Силва-Нету.
3 января 2004 года Святой Престол назначил Аницета Бонгсу Антония Синагу вспомогательным архиепископом архиепархии Медана. 12 февраля 2009 года был назначен архиепископом Медана.